# 筑紫野市立筑紫小学校
筑紫野市立筑紫小学校（ちくしのしりつ ちくししょうがっこう）は、福岡県筑紫野市筑紫にある公立小学校。筑紫野市内の南部に位置し、約980名近くの児童が通学している。校区の範囲が広い。
人権や平和についての授業がたくさんある。毎月参観がある。

## 沿革
- 1991年 - 原田小学校が分離
- 1994年 - 筑紫東小学校が分離
- 2000年 - 校舎改装

2015年～2016年　プール解体～落成

## 交通手段
- 西鉄天神大牟田線筑紫駅より徒歩で5分

## 著名な出身者
- 古賀悠斗（プロ野球選手）